# Игнатий (Пономарчук)
Митрополи́т Игна́тий (англ. Metropolitan Ignatius, в миру Игнат Прокопович Пономарчук; род. 11 февраля 1938, Хуст, Подкарпатская Русь) — архиерей Святой православной церкви Северной Америки (Бостонский синод), митрополит Сиэтлийский (с 2015).

## Биография
Родился 11 февраля 1938 года в Хусте. Его отец, Прокопий Павлович, был офицером Украинской народной армии. После провозглашения 15 марта 1939 году независимости Карпатской Украины, участвовал в вооружённой борьбе против венгерской интервенции. В результате оккупации Карпатской Украины семья Пономарчуков вынуждена была бежать в Германию, где в конце 1941-го — начале 1942-го гг. она получила разрешение на возвращение в Украину. Пономарчуки прожили в Киеве более года, однако перед наступлением Красной армии опять вынуждены были бежать в Чехию. В 1946 г. чешские власти начали процесс передачи СССР перемещённых лиц, родившихся на советской территории (в 1944 году Закарпатье было присоединено к СССР). Семье удалось бежать в Германию, где они смогли устроиться в лагерь для перемещенных лиц под эгидой ООН в Баварии. После закрытия лагеря, получив американскую визу, семья Пономарчуков переехала в 1950 году в США. При поддержке общины методистов они поселились в Сиэтле и стали прихожанами Свято-Спиридоновского храма Северо-Американской митрополии (ныне — Православная церковь в Америке).
В 1956—1960 годы служил в американских ВВС. После службы он смог завершить свое образование в качестве инженера и историка в Вашингтонском университете, к тому времени он уже стал прихожанином Свято-Николаевского собора РПЦЗ. В 1961 году в этом соборе Игнат венчался с переселенкой из Украины Зинаидой Бенцель-Печатковской, которую позже в приходе HOCNA принято было называть «Мама». Работал в корпорации «Boeing», частных компаниях и Вашингтонском университете.
16 мая 1976 году епископом Сеатлийским Нектарием (Концевичем) рукоположен в сан диакона, а спустя 10 лет архиепископ Сан-Францисский и Западно-Американский Антоний (Медведевым) возведён его в сан протодиакона. Присоединился к Святой православной церкви Северной Америки. 22 июля 1990 году был рукоположен в сан священника епископом Бостонским Ефремом (Спаносом). Служил настоятелем прихода святого Нектария Эгинского в Нофгейте. Служил настоятелем миссионерского прихода святых апостолов Петра и Павла в Тусоне, Аризона.
4 октября 2015 года Синодом Святой православной церкви Северной Америки был избран для рукоположения в сан митрополита Сиэтлийского.
2 декабря 2015 года в небольшом храме Спасо-Преображенского монастыря в Бостоне был пострижен в великую схиму. Монашеское имя было выбрано по жребию: в небольшой ковчег положили записки с 5 разными именами, поставили его на престол, а во время литургии старец вытащил одну из них.
13 декабря 2015 года в кафедральном соборе святого Нектария Эгинского в Сиэтле состоялась его архиерейская хиротония, которую совершили: митрополит Григорий (Бабунашвили), митрополит Торонтский Макарий (Катре), епископ Маркхамский Андрей (Хиррон).